# Boris Iwanowitsch Tscheranowski

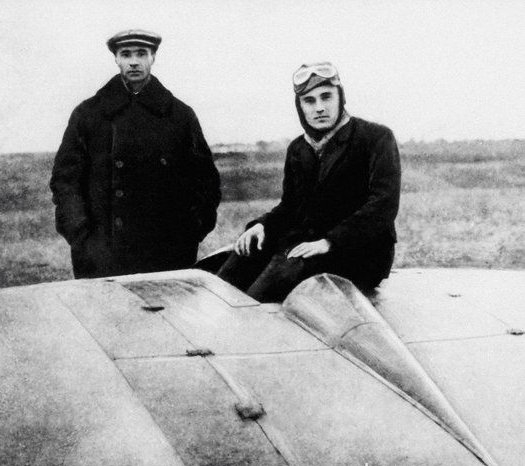
Tscheranowski und Koroljow an der BITsch-8

Boris Iwanowitsch Tscheranowski (russisch Борис Иванович Черановский; geb. 1. Julijul. / 13. Juli 1896greg. in Pawlowytschi, Gouvernement Wolhynien, Russisches Kaiserreich; gest. 17. Dezember 1960 in Moskau, Sowjetunion) war ein russisch-sowjetischer Flugzeugkonstrukteur der sich überwiegend mit schwanzlosen Flugzeugen befasste.

## Leben
Von Beruf war er Maler und Bildhauer. 1920 begann er sich für die Fliegerei zu interessieren und von 1924 bis 1927 studierte er an der Schukowski-Akademie. In den 1920er Jahren experimentierte er mit den parabelförmigen Gleitern BITsch-1 und -2, die er während seines Studiums entwickelte und mithilfe weiterer Studenten baute. Sie wurden im Sommer 1924 beim Allunions-Segelflugwettbewerb auf der Krim getestet, wobei aber nur die BITsch-2 erfolgreich von B. N. Kudrin geflogen werden konnte. Tscheranowskis dritter Entwurf war der kleine Motorsegler BITsch-3 von 1926, den Kudrin ebenfalls flog. Anschließend widmete sich Tscheranowski 1927/28 der Entwicklung von Nurflügel-Windkanalmodellen, aus denen das Projekt des zweimotorigen schwanzlosen Bombers BITsch-5 hervorging, der aber mangels Interesse von Seiten der Militärs nicht verwirklicht wurde.
Als Nächstes erfolgreich geflogen wurde die BITsch-7 und der deltaförmige Gleiter BITsch-8, der wiederum am alljährlichen Krim-Wettbewerb teilnahm.
1931 wurde aus dem Segler BITsch-8 die BITsch-11 entwickelt, die in Zusammenarbeit mit Friedrich Zander, Konstantin Ziolkowski und Sergei Koroljow mit einem von der GIRD entwickelten Flüssigkeitsraketenmotor ausgerüstet werden sollte. Der Rumpf der BITsch-11 wurde hierfür etwas höher gestaltet und der Pilot erhielt eine geschlossene Kabine. In die Tragflächen wurden aerodynamisch verkleidete Tanks eingebaut, die etwas auf der Flügeloberseite hervorstanden. Zusätzlich war ein Fahrwerk vorgesehen. Der kleine Raketenmotor OR-2 erzeugte bei Prüfstandläufen 1932 etwa 60 kp Schub. Durch Zanders Tod 1933 kam es nicht zum Einbau des Triebwerkes. Danach wurde die BITsch-11 mit einem kleinen Motor mit Druckschraube ausgestattet und als Motorsegler geflogen.
Die BITsch-12 stellte lediglich eine weiter vergrößerte und damit leistungsfähigere Ausgabe der erfolgreichen BITsch-8 und -11 dar. Ihre Spannweite betrug nun 14,3 m.
Das Modell 13 war ein Gleiter gleicher Spannweite und Wurzeltiefe aber mit parabelförmiger Tragflächen um den Unterschied zu untersuchen.
Weniger erfolgreich war die zweimotorige BITsch-14, bei der die Passagierkabine fließend in den parabelförmigen Flügel überging. Sie war mit zwei M-11-Motoren ausgerüstet und wurde 1936/37 unter anderem von Julian Piontkowski und Pjotr Stefanowski getestet, aber wegen ungenügender Stabilität und Steuerbarkeit nicht weiter verfolgt. 1938 entstand das kleine einmotorige Deltaflugzeug BITsch-20, das mit Schneekufen oder Radfahrwerk geflogen wurde. Aus dieser ging 1939 das Rennflugzeug BITsch-21 mit einziehbarem Fahrwerk und einem Renault MW-6-Reihenmotor hervor.
Tscheranowskis vielleicht ungewöhnlichster Entwurf ist der Gleiter BITsch-22. Diese stellt einen weiteren frühen Versuch eines Blended Wing Body dar. Um ausreichend Platz für den Piloten zu schaffen, wurde das Prinzip des tragenden Rumpfes gewählt, der in relativ kleine Tragflächen ausläuft. Die Flugsteuerung erfolgte durch drei Ruderklappen entlang der Flügelhinterkante. An den Flügelspitzen befanden sich Seitenruder. Die Flugerprobung verlief zunächst erfolgreich; bei Versuchen mit größerer Schwerpunktrücklage kam die BITsch-22 jedoch ins Trudeln und stürzte ab.
Es existieren Skizzen eines letzten Projektes von 1948, das BITsch-26 genannt wurde. Diese Maschine ähnelt sehr der Saab Draken bzw. der Saab 210 und sollte mit zwei AM-5-Triebwerken ausgestattet werden. Durch Tscheranowskis Tod kam es jedoch nicht mehr dazu.
Für seine Verdienste um die sowjetische Luftfahrt wurde Tscheranowski mit dem Orden des Roten Sterns ausgezeichnet.

## Grafische Übersicht einiger Konstruktionen

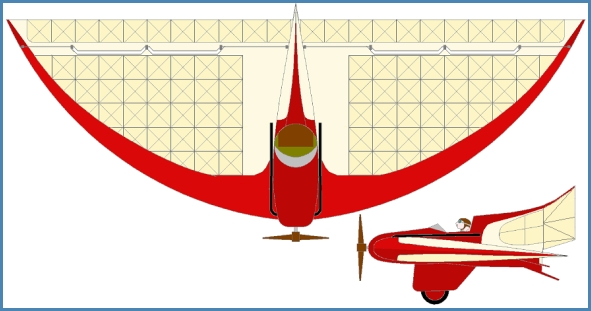
BITsch-3, 1926
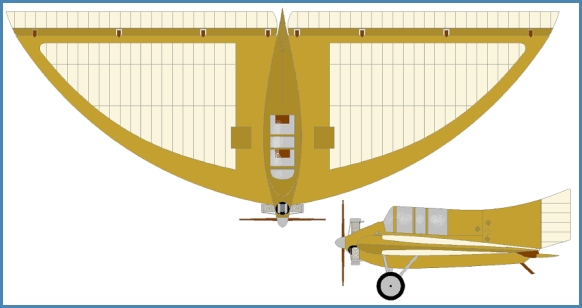
BITsch-7, 1929
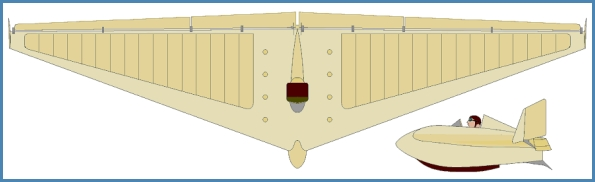
BITsch-8, 1928
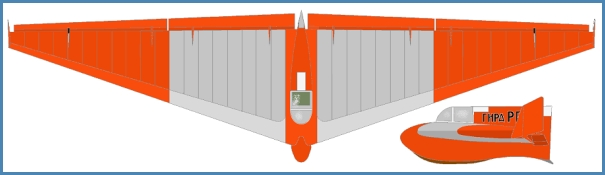
BITsch-11, 1931
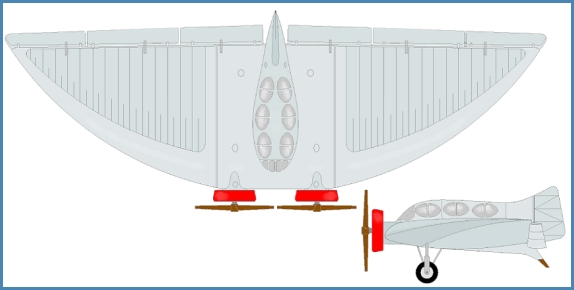
BITsch-14, 1935
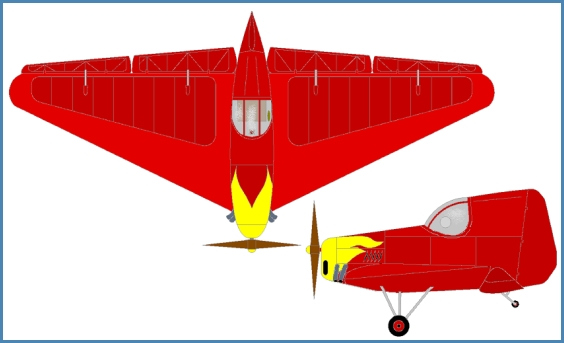
BITsch-20, 1938
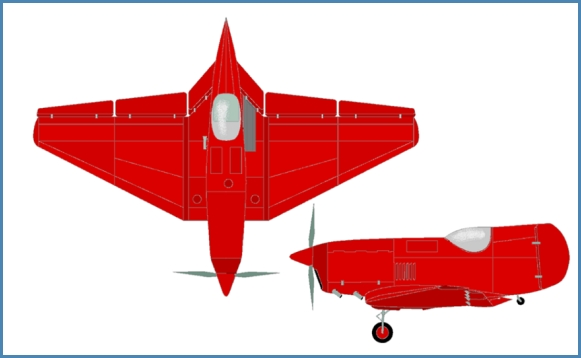
BITsch-21, 1939
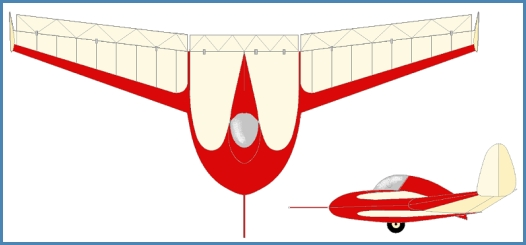
BITsch-22, 1948